# Těšetice (ort i Tjeckien, Olomouc)
Těšetice är en ort i Tjeckien.   Den ligger i regionen Olomouc, i den östra delen av landet, 200 km öster om huvudstaden Prag. Těšetice ligger 227 meter över havet och antalet invånare är 1 212.
Terrängen runt Těšetice är huvudsakligen platt, men åt sydväst är den kuperad.Runt Těšetice är det ganska tätbefolkat, med 207 invånare per kvadratkilometer. Närmaste större samhälle är Olomouc, 9,0 km öster om Těšetice. Trakten runt Těšetice består till största delen av jordbruksmark.